# Difeomorfismo
Em matemática, um difeomorfismo é um isomorfismo na categoria das variedades diferenciáveis. Ele é uma invertível que leva uma variedade diferenciável em outra, de modo que tanto a função quanto sua inversa sejam suaves.

A imagem de uma malha retangular em um quadrado sob um difeomorfismo do quadrado sobre si mesmo.

## Definição
Duas variedades diferenciáveis dizem-se difeomeomorfas se existir uma aplicação entre essas variedades que seja diferenciável, invertível e a sua inversa seja diferenciável.
Seja {\displaystyle f:M\rightarrow N} uma aplicação entre variedades diferenciáveis. Então {\displaystyle f} diz-se um difeomorfismo se as funções {\displaystyle \phi _{i}f\psi _{i}^{-1}} forem invertíveis e tanto elas como as suas inversas tiverem derivadas de todas as ordens.

## Exemplos
1 Seja {\displaystyle M\subset R^{n}}  um subconjunto. Se {\displaystyle f:M\rightarrow \mathbb {R} ^{k}} é uma aplicação suave, então o gráfico de {\displaystyle f} é difeomorfo a {\displaystyle M}.
2 Para qualquer {\displaystyle p\in S^{n}}, tem-se que {\displaystyle {\frac {S^{n}}{p}}} é difeomorfo a {\displaystyle R^{n}}. Assim este difeomorfismo é a canônica aplicação estereográfica.
3 Sejam {\displaystyle \alpha :I\rightarrow \mathbb {R} ^{3}} uma curva regular e {\displaystyle s:I\rightarrow \alpha (I)=J} a função comprimento de arco a partir de {\displaystyle t_{0}\in I}. Então {\displaystyle s:I\rightarrow J}  é um difeomorfismo.
4 A aplicação {\displaystyle h=X^{-1}\circ Y}{\displaystyle :}{\displaystyle Y^{-1}(W)\rightarrow X^{-1}(W)} é um difeomorfismo {\displaystyle C^{\infty }}.

## Outras noções de igualdade topológica
- Homeomorfismo
- Equivalência homotópica
- Geometria diferencial